# Amina Mettouchi
Amina Mettouchi, née à Alger le 27 février 1966, est une linguiste et directrice d'études à l'École des hautes études en sciences sociales. Ses travaux portent, au plan aréal, sur les dialectes berbères, et au plan thématique, sur la linguistique générale, et en particulier la typologie du temps, de l'aspect et de la modalité. Coautrice d'un corpus oral sur des langues africaines et asiatiques, elle est membre honoraire de l'Institut universitaire de France.

## Biographie
Amina Mettouchi est la fille de Mahmoud Mettouchi, médecin à Azazga, « le premier médecin de la région, un moudjahid et un humaniste ».

## Carrière universitaire
Amina Mettouchi est docteur en linguistique générale (1995) avec une thèse remarquée intitulée Aspect et négation : recherche d’invariants et étude de l’incidence de la modalité négative sur l’aspect en berbère (kabyle), considérée à sa parution par l'INALCO comme « sans conteste l’une des meilleures thèses consacrées à la langue berbère en France depuis les quinze dernières années ». Elle est habilitée à diriger des recherches en linguistique générale (2005, Contribution à l’étude de la prédication : de la sémantique énonciative à la typologie). Elle est directeur d’études en linguistique berbère à l’École Pratique des Hautes Études depuis 2009.
Elle a précédemment été maître de conférences puis professeur en linguistique anglaise à l’Université de Nantes (1993-2008).
Son laboratoire de rattachement est le LLACAN (Langage, Langues et Cultures d’Afrique).
Ses travaux portent, au plan aréal, sur les dialectes kabyles, et au plan thématique, sur la linguistique générale, et en particulier la typologie du temps, de l'aspect et de la modalité.
Elle est cofondatrice d'un corpus d'enregistrement vocaux multilingue dédié à 15 langues d'Asie et d'Afrique, CorpAfroAs. Ce travail est jugé pionnier.  L'ouvrage dérivé dont elle est coautrice  Corpus-based studies of lesser-described languages.The CorpAfroAs corpus of spoken AfroAsiatic languages, en détaille la structure tout en signalant les possibles axes de recherche linguistique au moyen d'études d'échantillons illustratifs basés sur CorpAfroAs. Cet ouvrage est considéré comme une contribution probablement historique dans le domaine des études typologiques.

## Distinctions
Amina Mettouchi est nommée en 2023 Correspondante française de l’Académie des Inscriptions et Belles-Lettres pour son engagement en faveur des langues berbères et plus récemment la création de l’Institut des langues rares (ILARA), né d’une coopération entre le LLACAN et l’École pratique des hautes études, l’université où elle enseigne la linguistique berbère depuis 2009.
Elle est en outre membre honoraire de l'Institut universitaire de France.

## Publications
Amina Mettouchi est l’auteur de plusieurs dizaines d'articles de linguistique berbère. Elle a édité ou co-édité cinq ouvrages.
- Parcours berbères, Mélanges offerts à Paulette Galand-Pernet et Lionel Galand pour leur 90e anniversaire, Köln, Rüdiger Köppe Verlag, 2011, 659 p.
- Chaker, S., A. Mettouchi et G. Philippson (sous la dir.), Études de phonétique et de linguistique berbères. Hommage à Naïma Louali, Louvain, Peeters, 2009, 368 p.
- Antoine Lonnet et Amina Mettouchi, Les langues chamito-sémitiques (afro-asiatiques), t. 2, Ophrys, 2006 (ISBN 978-2-7080-1141-0) (tome1 en 2005)
- (en) Amina Mettouchi, Martine Vanhove et Dominique Caubet, Corpus-based Studies of Lesser-described Languages: The CorpAfroAs corpus of spoken AfroAsiatic languages, John Benjamins Publishing Company, 15 mai 2015 (ISBN 978-90-272-6889-1)